# دکمه همبرگری
دکمهٔ همبرگری یا همبرگر باتن (انگلیسی: Hamburger button) که به دلیل شباهت غیرعمدی‌‌اش با همبرگر نامیده شده است، یک دکمه است که معمولاً گوشهٔ بالای رابط کاربر گرافیکی قرار داده می‌شود.